# Rychlobruslení na Zimních olympijských hrách 2002 – 10 000 metrů muži
Závod na 10 000 metrů mužů na Zimních olympijských hrách 2002 v Salt Lake City se konal v hale Utah Olympic Oval v Kearns dne 22. února 2002. Čeští závodníci se jej nezúčastnili.

## Výsledky
| Pořadí           | Dvojice | Dráha | Jméno             | Země                   | Čas           | Ztráta |
| ---------------- | ------- | ----- | ----------------- | ---------------------- | ------------- | ------ |
| Zlatá medaile    | 4       | I     | Jochem Uytdehaage | Nizozemsko             | 12:58,92 (WR) | 0,00   |
| Stříbrná medaile | 2       | I     | Gianni Romme      | Nizozemsko             | 13:10,03      | +11,11 |
| Bronzová medaile | 8       | O     | Lasse Sætre       | Norsko                 | 13:16,92      | +18,00 |
| 4.               | 5       | I     | Keidži Širahata   | Japonsko               | 13:20,40      | +21,48 |
| 5.               | 7       | O     | Jens Boden        | Německo                | 13:23,43      | +24,51 |
| 6.               | 1       | I     | Dmitrij Šepel     | Rusko                  | 13:23,83      | +24,91 |
| 7.               | 1       | O     | Roberto Sighel    | Itálie                 | 13:26,19      | +27,27 |
| 8.               | 7       | I     | Kjell Storelid    | Norsko                 | 13:27,24      | +28,32 |
| 9.               | 3       | O     | Bart Veldkamp     | Belgie                 | 13:27,48      | +28,56 |
| 10.              | 8       | I     | Frank Dittrich    | Německo                | 13:28,73      | +29,81 |
| 11.              | 6       | I     | Tošihiko Itokawa  | Japonsko               | 13:31,96      | +33,04 |
| 12.              | 3       | I     | Jason Hedstrand   | Spojené státy americké | 13:32,99      | +34,07 |
| 13.              | 4       | O     | Derek Parra       | Spojené státy americké | 13:33,44      | +34,52 |
| 14.              | 5       | O     | Paweł Zygmunt     | Polsko                 | 13:35,50      | +36,58 |
| 15.              | 6       | O     | Bob de Jong       | Nizozemsko             | 13:48,93      | +50,01 |
| 16.              | 2       | O     | Dustin Molicki    | Kanada                 | 13:54,49      | +55,57 |